# Manuel Roxas
Manuel Roxas Acuña, dit Manuel A. Roxas, né à Capiz le 1er janvier 1892, mort le 15 avril 1948, est un homme d'État philippin. Il est, au moment de l'indépendance, le premier président de la république des Philippines.

## Biographie
Diplômé en droit en 1913, il devient avocat, puis est élu député en 1921. Il devient l'année suivante président du parlement philippin. 
En 1938, il est ministre des finances dans le gouvernement du Commonwealth des Philippines, dirigé par Manuel Quezon.
Lors de l'invasion des Philippines par l'empire du Japon, il accompagne le président Quezon à Corregidor, puis dirige la résistance à Mindanao. Capturé par les Japonais en 1942, il est libéré pour prendre en charge le ministère des finances du gouvernement collaborateur philippin dirigé par José P. Laurel. Il maintient cependant ses contacts avec la résistance philippine. Lors de la libération des Philippines, il est arrêté par les Alliés et accusé de collaboration, mais libéré et blanchi par Douglas MacArthur. 
Bien que compromis dans la collaboration avec le Japon, il est candidat à l'élection présidentielle pour le Parti nationaliste des Philippines, et bat le président par intérim Sergio Osmeña. Le 4 juillet 1946, les Philippines deviennent indépendantes, et Roxas entame son mandat. 
Les députés issus de la résistance et de la gauche se voient interdits de siéger au Parlement afin de faciliter l'adoption de lois favorables aux intérêts économiques américains et aux propriétaires terriens. 
Durant sa présidence, Roxas est forcé d'accorder aux États-Unis la jouissance de diverses bases militaires, ainsi que des avantages commerciaux. Il doit gérer des problèmes de corruption dans les provinces, et l'agitation des militants du Parti communiste philippin.
Le 10 mars 1947, alors qu'il tient un discours sur la Plaza Miranda (en), il est victime d'une tentative d'assassinat. Julio Guillen, un barbier mécontent de Tondo, qui avait jeté des grenades sur son estrade, sera finalement arrêté, jugé et électrocuté le 16 juin 1950 à Muntinlupa.
En 1948, dans un souci de réconciliation nationale, il décrète une amnistie générale visant toutes les personnes compromises dans le gouvernement collaborateur philippin, à l'exception de ceux ayant commis des crimes de sang. 
Le 15 avril 1948, il meurt d'un infarctus. Son vice-président Elpidio Quirino lui succède. Premier président des Philippines indépendantes, Manuel Roxas est également le plus éphémère. 
Sa ville natale a été, en son honneur, rebaptisée Roxas City.